# Phare de Fairport Harbor (ouest)

Le phare de Fairport Harbor (en anglais : Fairport Harbor West Breakwater Light), est un phare situé à l'extrémité du brise-lames ouest de Fairport Harbor sur le lac Érié, à l'embouchure de Grand River dans le comté de Lake, Ohio. 
Il est inscrit au Registre national des lieux historiques depuis le 10 avril 1992 sous le n°92000242.

## Historique
Ce phare, construit en 1925, remplace le phare de Grand River, qui est toujours debout et est maintenant un musée marin. 
Le phare est automatisé et fermé au public. Cependant, il est possible de marcher le long du brise-lames pour voir la structure et le terrain.n En 2006, un groupe de militants communautaires a commencé à s'approprier le phare dans le but de préserver l'installation pour les générations futures. La Garde côtière des États-Unis continue de maintenir la lumière et la corne de brume comme aide à la navigation.
En septembre 2009, l'Administration des services généraux  a mis le phare aux enchères publiques. Après deux autres enchères, un soumissionnaire a obtenu le phare en août 2011  pour 71.010 $ et, en août 2012, l'a converti en résidence d'été.

## Description
Le phare  est une tour carrée en fonte de 13 m de haut, avec galerie et lanterne cylindrique, attachée à une maison de gardien de deux étages. Le bâtiment en peint en blanc avec des toits rouges.  
Son feu isophase émet, à une hauteur focale de 17 m, une longue lumière blanche de 3 secondes par périodes de 4 secondes. Sa portée est de 13 milles nautiques (environ 24 km). Il est équipé d'une cloche de brouillard émettant deux souffles toutes les 30 secondes, en continu du premier avril au premier décembre.

## Caractéristiques dufeu maritime
Fréquence : 6 secondes (W)
- Lumière : 3 secondes
- Obscurité : 3 secondes

Identifiant : ARLHS : USA-280 ; USCG :  7-3870 .

### Lien connexe
- Liste des phares de l'Ohio